# GENTARO
GENTARO（ゲンタロー、1974年10月28日 - ）は、日本の男性プロレスラー。血液型O型。東京都小金井市出身。プロレスリングFREEDOMS所属。本名：高橋 元太郎（たかはし げんたろう）。

## 経歴
城西大学在学中にヤブサメとして学生プロレスを始める。
1999年5月8日、レッスル夢ファクトリー所沢サン・アビリティーズ大会でF.M-TAROとして三浦博文、覆面太郎とタッグを組んで対加藤茂郎&死神&怨霊組戦でデビュー。
2001年、KAIENTAI DOJOに移籍してリングネームをGENTAROに改名。同年、K-DOJOを退団。
2002年、DDTプロレスリングに入団。後に佐々木貴とタッグチーム「アカレンジャーズ」を結成。
2003年、DDTを退団
2004年、アパッチプロレス軍に入団。
2009年8月8日、アパッチが解散。8月、佐々木らと共にプロレスリングFREEDOMSを設立。
2012年8月5日、FREEDOMS札幌テイセンホール昼大会で試合終了後、体調不良を訴えて緊急搬送されて入院。検査の結果、脳梗塞と診断されて以降、予定された試合はすべて欠場となる。8月27日以降、FREEDOMSの興行で募金箱が設置された。9月17日、FREEDOMS新木場1stRING大会は「GENTARO AID」と題した大会に変更されて収益すべてが治療費に当てられた。また、アイスリボンが「GENTARO AID」と同日同時間帯に予定されていた道場マッチの時間帯を変更してFREEDOMSで提供試合が行われた。
2013年1月、病院を退院してからは復帰を目指してリハビリを行う。5月2日、FREEDOMS後楽園ホール大会で行われたKING of FREEDOM WORLD選手権試合にチャンピオンベルトのプレゼンターとして来場。退院後、初めて観客の前に姿を見せて補助無しではリングに上がれない状態ながらも自ら佐々木にチャンピオンベルトを手渡して「いつか、いつか、このベルトに絶対、挑戦するからな、それまで守れよ」とスピーチを行った。その後、リハビリを兼ねながら復帰に向けてトレーニングを積んだ。
2014年5月2日、FREEDOMS後楽園ホール大会で復帰戦が行われて休場前と変わらぬビルドアップした肉体を披露。8月25日、新宿FACEで自主興行「〜GENTARO AIDに出てくれたみんな大集合!〜」を開催。

## 人物
- 音楽プロデューサーの田家大知と小金井市立小金井第二中学校の同級生[3]。

## 得意技
かつては跳躍力を生かした美しいフォームの空中殺法を得意としており、ショーン・マイケルズやブレット・ハートを強く意識したファイトスタイルだったが、近年ではグラウンド重視の試合展開や一点集中攻撃などの試合組み立てを重視したプロレスを得意にしており、試合運びの上手さには定評がある。
シューティングスタープレス
バックドロップ
シャープシューター
卍固め
フライングヘッドシザーズホールド
足極め首固め
スウィート・チン・ミュージック

## 入場曲
- 初代 : I'd die for you（ボン・ジョヴィ）
- 2代目 : Another side of（D.B.M.N ドーベルマン）

## タイトル歴
プロレスリングFREEDOMS
- UWA世界ジュニアヘビー級王座（第28代、第30代）
- KING of FREEDOM WORLD TAG王座（第7代、第10代）（パートナーは佐々木貴→ジ・ウィンガー）

DDTプロレスリング
- KO-D無差別級王座（第13代）
- DDT EXTREME級王座（第12代）
- KO-Dタッグ王座（第4代、第7代、第13代、第34代）（パートナーはYOSHIYA→佐々木貴×2→ヤス・ウラノ）
- KO-D10人タッグ王座（第7代）（パートナーはポイズン澤田JULIE、佐々木貴、MIKAMI、タノムサク鳥羽）
- アイアンマンヘビーメタル級王座（第157代、第162代）

アパッチプロレス軍
- WEWタッグ王座（初代、第7代）（パートナーは佐々木貴→ジ・ウィンガー）

WMF
- WMF認定ジュニアヘビー級王座（第3代）

KAIENTAI DOJO
- インディペンデントワールド世界ジュニアヘビー級王座（第10代）
- UWA世界ミドル級王座（第40代）
- UWA&UWFインターコンチネンタルタッグ王座（第13代）（パートナーはYOSHIYA）

大日本プロレス
- BJW認定タッグ王座（第20代）（パートナーは佐々木貴）

VKFプロレス
- VKF KING of WRESTLE NANIWA王座（初代）

プロレスリング・ナイトメア
- レッスルブレインヘビー級王座（第2代）

DEP
- DEPタッグ王座（第4代）（パートナーは小杉研太）

アイスリボン
- インターナショナルリボンタッグ王座（第12代）（パートナーは市井舞）

大山プロレスフェスティバル
- 遊座大山商店街認定インターコンチネンタルタッグ王座（初代）（パートナーは唯我）

イーグルプロレス
- 日本インディペンデントクルーザー級王座（第9代）
- アメリカスクルーザー級王座（第2代）

プロレスリングA-TEAM
- WEWジュニアヘビー級王座（第7代）

## メディア出演

### 映画
- 平成トンパチ野郎〜男はツラだよ〜（マジカル / グラッソ）（2009年）山下源太役

### ラジオ
- 週刊ラジオプロレス（北海道放送）
- お笑いプロレス道場（葛飾エフエム放送）